# 纽波特 (佛蒙特州)
纽波特（英語：Newport）位于美国佛蒙特州北部，是奥尔良县的县治所在，面积19.7平方公里。根据2000年美国人口普查，共有5,005人，其中白人占96.14%。2020年普查結果為4,455人。